# Lawrence (Michigan)
Lawrence – wieś w Stanach Zjednoczonych, w stanie Michigan, w hrabstwie Van Buren.